# ماري ما
ماري ما أو ما شيويه تشنغ (بالصينية: 马雪征) (ولدت في 1952 أو 1953 - توفيت في 31 أغسطس 2019)؛ هي سيدة أعمال صينية ومستثمرة. شغلت منصب المدير المالي لشركة لينوفو للكمبيوتر ، كان لها دور رئيسي في استحواذ شركة لينوفو الصينية على قسم صناعة الأجزاء الصلبة لشركة اي بي ام عام 2005.